# Mymaromma
Mymaromma is een geslacht van vliesvleugeligen uit de familie Mymarommatidae. De wetenschappelijke naam van dit geslacht is voor het eerst geldig gepubliceerd in 1920 door Girault.

## Soorten
Het geslacht Mymaromma omvat de volgende soorten:
- Mymaromma anomalum (Blood & Kryger, 1922)
- Mymaromma buyckxi Mathot, 1966
- Mymaromma goethei Girault, 1920
- Mymaromma mirissimum (Girault, 1935)
- Mymaromma ypt (Triapitsyn & Berezovskiy, 2006)